# Атища
Атища или Атище (на македонска литературна норма: Атишта) е село в Северна Македония, в община Кичево.

## География
Селото е разположено в Кичевската котловнина в северозападното подножие на планината Баба Сач на десния бряг на река Треска (Голема).

## История
В XIX век Атища е чисто българско село в Кичевска каза на Османската империя. В „Етнография на вилаетите Адрианопол, Монастир и Салоника“, издадена в Константинопол в 1878 година и отразяваща статистиката на населението от 1873 година, Атища (Atischta) е посочено като село с 11 домакинства с 50 жители българи.
Според статистиката на Васил Кънчов („Македония. Етнография и статистика“) към 1900 година в Атища живеят 80 българи-християни.
На Етнографската карта на Битолския вилает на Картографския институт в София от 1901 година Атища е чисто българско село в Кичевската каза на Битолския санджак с 10 къщи.
Цялото село е под върховенството на Българската екзархия. По данни на секретаря на екзархията Димитър Мишев („La Macédoine et sa Population Chrétienne“) в 1905 година в Атища има 120 българи екзархисти.
Статистика, изготвена от кичевския училищен инспектор Кръстю Димчев през лятото на 1909 година, дава следните данни за Атища:
| Домакинства | Гурбетчии | Грамотни | Грамотни | Грамотни | Неграмотни | Неграмотни | Неграмотни |
| Домакинства | Гурбетчии | мъже     | жени     | общо     | мъже       | жени       | общо       |
| ----------- | --------- | -------- | -------- | -------- | ---------- | ---------- | ---------- |
| 13          | 15        | 14       | 1        | 15       | 22         | 33         | 55         |

При избухването на Балканската война в 1912 година един човек от Атища е доброволец в Македоно-одринското опълчение.
След Междусъюзническата война в 1913 година селото попада в Сърбия.
На етническата си карта на Северозападна Македония в 1929 година Афанасий Селишчев отбелязва Атища (Хатища) като българско село.
В 1936 – 1938 година е изградена църквата „Свети Димитър“. Резбованият иконостас е изработен няколко години по-късно. Иконите на него са дело на братовчедите Андон (Доне) Георгиев Донев и Илия Димитров Донев от село Гари.
Според преброяването от 2002 година селото има 31 жители македонци.
От 1996 до 2013 година селото е част от община Вранещица.

## Личности
Родени в Атища
- Трене Миладинов (Трени 1886 – ?), македоно-одрински опълченец, щаб на Пета одринска дружина, кавалер на орден „За храброст“ IV степен,[11] в 1925 година завършва право в Софийския университет.[12]